# Domenica è sempre domenica
Domenica è sempre domenica è un film del 1958 diretto da Camillo Mastrocinque.
Il film prende spunto dal grande successo della trasmissione televisiva Il Musichiere, alla fine degli anni '50: la sigla finale, cantata dal presentatore del programma, Mario Riva, era la canzone Domenica, è sempre domenica di Garinei, Giovannini e Gorni Kramer.
Achille Togliani suona e canta Non so dir ti voglio bene. Alberto Sordi canta Chéri chéri chéri e Oho! Aha!.

## Trama
Disavventure di alcuni concorrenti nel tentativo di partecipare alla trasmissione Il Musichiere, e potersi aggiudicare il premio finale.
L'ingegner Alberto Carboni, importante industriale, ricco e con una moglie bellissima, ha una vita ricca di soddisfazioni, ma la passione per le canzonette e la vanità lo spingono a voler apparire in televisione. A tale scopo sfrutta una fortuita conoscenza con Achille Togliani per riuscire a partecipare alla trasmissione. Togliani lo asseconda perché si incapriccia di Luciana, la moglie di Alberto. Questi non vince, ma riesce ugualmente a esibirsi in una canzone comica che lo rende ridicolo agli occhi di Luciana; lei comunque respinge la corte di Togliani, almeno per il momento.
La timida Maria Luisa, ragazza semplice e studentessa modello, viene iscritta alla trasmissione da sua madre, snob e desiderosa di poter ammirare la figlia in televisione. La ragazza, inizialmente contraria, tenterà la vincita per pagare i debiti del padre, il cui vizio del gioco ha portato la famiglia quasi alla rovina. Malgrado il comportamento poco corretto dell'ingegnere Alberto Carboni, suo diretto avversario, Maria Luisa riuscirà vincitrice.
Tra gli altri concorrenti viene ammessa anche la cameriera bolognese Lisa, grande cuoca e grande esperta di canzoni. Non vincerà ma, dopo aver lasciato il modesto impiego precedente, otterrà proposte di lavoro molto più interessanti.
Perdenti e vincenti avranno chi più, chi meno, l'illusione di aver avuto un po' di successo con il pubblico.

## La critica
Arturo Lanocita sul Corriere della Sera del 6 aprile 1958: «Il tessuto narrativo è gracile e la pellicola vive sul riflesso dell'interesse che suscita la competizione musicale nei telespettatori. Un filmetto di effimera attualità destinato a un certo pubblico e a un buon esito indubbio. Sordi, la Pagnani, la Gray, Tognazzi e la De Luca piaceranno, darà fastidio la supponenza del cantante Togliani, si apprezzerà la simpatica scioltezza di Mario Riva».